# 統計力学
統計力学（）は、力学系の微視的な物理法則を基にして、確率論の手法を用いて巨視的な性質を導き出すことを目的とした物理学の分野の一つである。統計物理学（英: statistical physics）や統計熱力学（英: statistical thermodynamics) とも呼ばれる。歴史的には理想気体の温度や圧力などの熱力学的な性質を気体分子運動論の立場から演繹することを目的としてルートヴィッヒ・ボルツマン、ジェームズ・クラーク・マクスウェル、ウィラード・ギブズらによって始められた。理想気体だけでなく、実在気体や、液体、固体やそれらの状態間の相転移、磁性体、ゴム弾性などの巨視的対象が広く扱われる。

## 概要
統計力学では、膨大な数（典型的にはアボガドロ数 1023 程度）の粒子により構成される力学系を対象とする。この力学系の状態を指定するには、系を構成する粒子数に比例したオーダーの膨大な自由度を必要とする。
一方で、この系を熱力学的に取り扱う場合は、系の状態は巨視的な物理量である状態量によって指定される。熱力学的な状態は温度や圧力、エネルギーや物質量などの少ない自由度で指定されることが知られている。
すなわち、熱力学的に状態が指定されたとしても、力学的には状態が完全に指定されることはなく、膨大な状態を取り得る。統計力学の基本的な取り扱いは、熱力学的な条件（巨視的な条件）の下で力学的な状態（微視的な状態）が確率的に出現するものとして考える。
系が取り得る全ての状態の集合（標本空間）を Ω とする。
系が状態 ω ∈ Ω にあるときの物理量は確率変数 O(ω) として表される。
条件 α の下で系が状態 ω を取る条件付き確率の確率密度関数が p(ω|α) で与えられているとき、熱力学的な物理量としての状態量が期待値
{\displaystyle O(\alpha )=\langle O(\omega )\rangle _{\alpha }=\sum _{\omega \in \Omega }O(\omega )\,p(\omega |\alpha )}
として実現される。特に熱力学における基本的な関数であるエントロピーが
{\displaystyle S(\alpha )=-k\langle \ln p(\omega |\alpha )\rangle _{\alpha }=-k\sum _{\omega \in \Omega }p(\omega |\alpha )\ln p(\omega |\alpha )}
で与えられる。比例係数 k はボルツマン定数である。

## 古典統計と量子統計
統計力学で対象とする力学系が、古典力学に基づく場合は古典統計力学、量子力学に基づく場合は量子統計力学として大別される。
力学系の状態の集合である標本空間 Ω は、古典論では正準変数により張られる位相空間であり、量子論では状態ベクトルにより張られるヒルベルト空間である。
また、物理量 O は古典論では位相空間上の関数であり、量子論では状態ベクトルに作用するエルミート演算子である。
古典論においては位相空間の測度は、1対の正準変数 dp dq ごとにプランク定数 h で割る約束で、状態に対する和が
{\displaystyle \sum _{\omega \in \Omega }\to {\frac {1}{h^{f}}}\int d^{f}p\,d^{f}q}
で置き換えられる。ここで f は力学的自由度であり、3次元空間の N-粒子系であれば、f = 3N である。
量子論においては、量子数の組 ni の和
{\displaystyle \sum _{\omega \in \Omega }\to \sum _{n_{1}}\sum _{n_{2}}\dots \sum _{n_{f}}}
で置き換えられる。

## 確率分布と統計集団
力学系がある微視的な状態を取る確率は、系を熱力学的に特徴付ける条件（系のエネルギーや温度、化学ポテンシャルなどの状態変数）によって決まる。巨視的な条件は統計集団（アンサンブル）と呼ばれ、代表的なものとして
- 孤立系に対応する小正準集団（ミクロカノニカルアンサンブル）
- 等温閉鎖系に対応するする正準集団（カノニカルアンサンブル）
- 等温等化学ポテンシャル開放系に対応する大正準集団（グランドカノニカルアンサンブル）

が挙げられる。

## 平衡系の統計力学
平衡状態の統計力学は、等重率の原理とボルツマンの原理から導かれる。

### 孤立系
孤立系の確率集団は {qi, pi} で指定される微視的状態が等しい確率をもつミクロカノニカル集団である。これを等重率の原理という。
孤立系（エネルギー E、体積 V、粒子数 N）のエントロピー S(E, V, N) を系の微視的状態の数 W(E, ΔE, V, N) を用いて定義する。
{\displaystyle S=k_{\mathrm {B} }\ln W\simeq k_{\mathrm {B} }\ln \Omega }
これをボルツマンの公式という。kB はボルツマン定数と呼ばれる。W はエネルギーが [E, E+ΔE] の区間に含まれる微視的状態の数であり、ΔE は巨視的に識別不可能である微視的なエネルギー差である。つまり W は巨視的にエネルギー E を持つと見なせる状態の数である。それは等重率の原理により、
{\displaystyle W(E)=\int _{E<H(\{p_{i}\},\{q_{i}\})<E+\Delta {}E}\mathrm {d} \Gamma \simeq \Omega (E)\Delta {}E}
で与えられる。ここで、Ω(E) はエネルギー E における状態密度と呼ばれる量である。このエントロピーを熱力学におけるエントロピーとオーダーで一致させるには、微視的状態を量子力学によって記述する必要がある。その場合の統計力学を量子統計力学といい、古典統計力学は量子統計力学の古典的極限として構築される。
エネルギー E の孤立系の物理量 A の集団平均 ⟨A⟩E は
{\displaystyle \left\langle A\right\rangle _{E}={\frac {\int _{E<H(\{p_{i}\},\{q_{i}\})<E+\Delta E}A(\{p_{i}\},\{q_{i}\})\mathrm {d} \Gamma }{W}}}
で与えられる。

### エルゴード理論
充分多数の N ≫ 1 個の粒子から成る古典的な系での任意の物理量 A の時間平均値 A は
{\displaystyle {\bar {A}}=\lim _{T\to \infty }{\frac {1}{T}}\int _{0}^{T}A(\{p_{i}\},\{q_{i}\})\mathrm {d} t}
と与えられる。{qi}i = 1,..., 3N, {pi}i = 1,..., 3N は系の微視的状態を指定する正準変数である。系が熱力学的平衡状態に達するならばこの値は収束する。このとき長時間平均 A は熱力学に現れる巨視的な物理量 A に一致しなければならない。系の微視的状態の（任意の）分布 ρ({qi}, {pi}, N) はリウヴィルの定理により時間に関して不変である。
{\displaystyle {\frac {\mathrm {d} \rho }{\mathrm {d} t}}=0}
このことから、時間 t に依存しない平衡状態において、{qi}, {pi} で指定される微視的状態がある確率 dP を持つ確率集団（アンサンブル）を考えると物理量 A の集団平均 ⟨A⟩ は
{\displaystyle \left\langle A\right\rangle =\int {}A(\{p_{i}\},\{q_{i}\})\mathrm {d} P={\frac {\int {}A(\{p_{i}\},\{q_{i}\})\rho {}(\{p_{i}\},\{q_{i}\})\mathrm {d} \Gamma }{\int {}\rho {}(\{p_{i}\},\{q_{i}\})\mathrm {d} \Gamma }}}
で与えられる。この集団平均 ⟨A⟩と時間平均 A が等しいと仮定することを統計力学の原理とする仮説をエルゴード仮説と呼ぶ。ただし、エルゴード仮説は統計力学の基礎付けと無関係という主張も専門家によってなされている。

## 非平衡系の統計力学
非平衡系では、熱平衡からのずれを1次の微小量(摂動)とみなしてよい線形非平衡系と、みなせない非線形非平衡系に分類できる．

## 場の量子論を用いた統計力学

### 平衡系
場の量子論を用いた統計力学は、松原武生による温度グリーン関数の導入により始まった。

## 関連書籍
- 久保 亮五『大学演習 熱学・統計力学』（修訂）裳華房。ISBN 978-4785380328。
- H. B. Callen 著、山本 常信, 小田垣 孝 訳『熱力学　平衡状態と不可逆過程の熱物理学入門（上）』吉岡書店。ISBN 978-4-8427-0189-9。
- H. B. Callen 著、山本 常信, 小田垣 孝 訳『熱力学　平衡状態と不可逆過程の熱物理学入門（下）』吉岡書店。ISBN 978-4-8427-0192-9。
- H. B. Callen 著、小田垣 孝 訳『熱力学および統計物理入門（上）』吉岡書店。ISBN 978-4-8427-0272-8。
- H. B. Callen 著、小田垣 孝 訳『熱力学および統計物理入門（下）』吉岡書店。ISBN 978-4-8427-0273-5。
- ライフ 著、中山 寿夫, 小林 祐次 訳『統計熱物理学の基礎（上）』吉岡書店。ISBN 978-4-8427-0335-0。
- ライフ 著、中山 寿夫, 小林 祐次 訳『統計熱物理学の基礎（中）』吉岡書店。ISBN 978-4-8427-0348-0。
- ライフ 著、中山 寿夫, 小林 祐次 訳『統計熱物理学の基礎（下）』吉岡書店。ISBN 978-4-8427-0306-0。
- ランダウ, リフシッツ 著、小林 秋男, 小川 岩雄, 富永 五郎, 浜田 達二, 横田 伊佐秋 訳『統計物理学（上）（ランダウ=リフシッツ理論物理学教程 第 5 巻）』（3版）岩波書店。ISBN 978-4-00-005720-2。
- ランダウ, リフシッツ 著、小林 秋男, 小川 岩雄, 富永 五郎, 浜田 達二, 横田 伊佐秋 訳『統計物理学（下）（ランダウ=リフシッツ理論物理学教程 第 5 巻）』（3版）岩波書店。ISBN 978-4-00-005721-9。
- 田崎晴明『統計力学Ⅰ』培風館〈新物理学シリーズ〉、2008年。ISBN 978-4-563-02437-6。
- 田崎晴明『統計力学Ⅱ』培風館〈新物理学シリーズ〉、2008年。ISBN 978-4-563-02438-3。
- Michel Le Bellac, Fabrice Mortessagne and G.G. Batrouni:「統計物理学ハンドブック：熱平衡から非平衡まで」、朝倉書店、ISBN 978-4-254-13098-0 (2007年6月25日)　(原著) Equilibrium and Non-Equilibrium Statistical Thermodynamics, Cambridge University Press (2004)
- 石原明著、和達三樹（他訳）、: 「統計物理学」、共立出版、ISBN 978-4-32003162-3（1980年10月10日）.
- 一柳正和：「不可逆過程の物理：日本統計物理学史から」、日本評論社、ISBN 4-535-78266-0 (1999年7月20日).
- L.A. Reichl、鈴木増雄（監訳）：「現代統計物理 上」、丸善出版、ISBN 978-4-62102777-6 (1983年7月).
- L.A. Reichl、鈴木増雄（監訳）：「現代統計物理 下」、丸善出版、ISBN 978-4-62102823-0 (1984年3月)．